# Ramsay Neu
Ramsay Neu és un personatge fictici de la sèrie literària Cançó de gel i de foc de l'escriptor George R. R. Martin. Es tracta del fill bastard, posteriorment legitimat, de Roose Bolton, Senyor de Fort del Terror al Regne del Nord, al continent fictici de Ponent. Ramsay és considerat un dels personatges antagonistes de l'obra per ser un personatge sàdic, aficionat a la tortura i psicòpata. A l'adaptació televisiva d'HBO, Game of Thrones, és interpretat per l'actor gal·lès Iwan Rheon.

## Història

### Primers anys
Ramsay fou fruit de la violació de Lord Roose Bolton a una molinera quan ella va casar-se, posant en pràctica la tradició il·lícita de la Primera Nit. Temps després la molinera li presentà el seu fill i Lord Bolton decidí donar-li una manutenció a canvi que mai revelés al nen la identitat del seu pare. La mare tornà quan en Ramsay tenia 12 anys afirmant que el noi era incontrolable, així que en Roose li envià un servent a qui deien Pudent. En Ramsay i en Pudent es feren des d'aleshores inseparables.
Anys després, el fill i hereter d'en Roose, Domeric Bolton, visità en Ramsay volent conèixer la identitat del seu mig-germà. En Domeric moriria poc després d'una malaltia estomacal, creient en Roose que en Ramsay l'havia assassinat. Davant l'absència d'un hereter, Lord bolton decidí emportar-se en Ramsay a Fort del Terror amb la intenció de pujar-lo i educar-lo com a successor seu.